# Mino Maccari
Mino Maccari (Siena, 24 novembre 1898 – Roma, 16 giugno 1989) è stato uno scrittore, pittore, incisore e giornalista italiano, vincitore del Premio Feltrinelli per la Pittura nel 1963 e primo vincitore del Premio Satira Forte dei Marmi nel 1973.

## Biografia

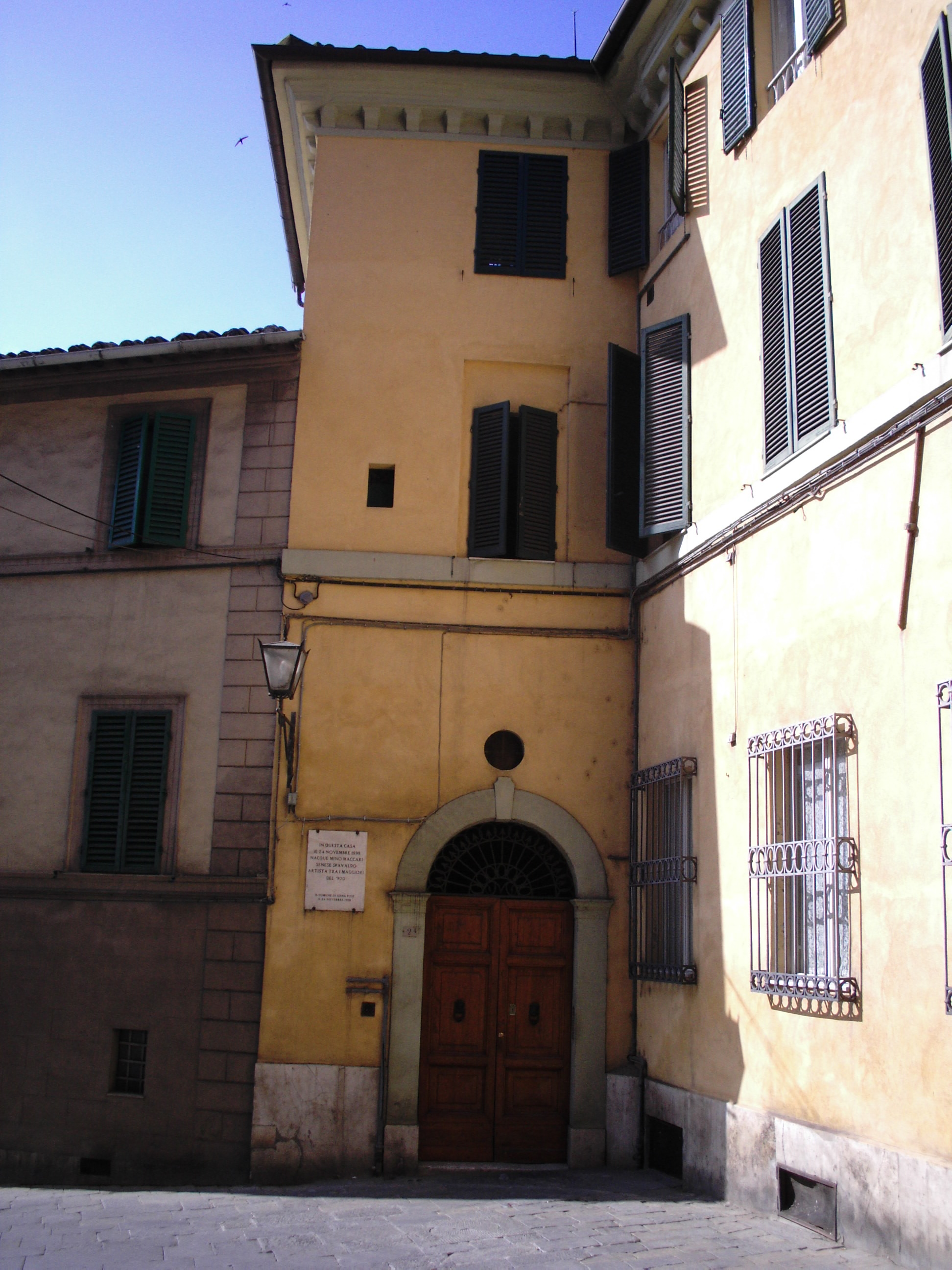
Casa natale di Mino Maccari a Siena

Maccari nasce il 24 novembre 1898 in una famiglia della piccola borghesia senese, da Latino Maccari e Bruna Bartalini. Fin da piccolo estroverso e dotato di una vivace intelligenza visiva, è portato verso il disegno libero con il carboncino, ma il padre, professore di lettere, cerca in tutti i modi d'indirizzarlo verso studi umanistici. Completati gli studi secondari si iscrive all'università. Interventista come molti giovani del suo tempo, partecipa a soli diciannove anni come ufficiale di artiglieria di campagna alla Grande Guerra. Alla fine del conflitto riprende a Siena gli studi universitari e nel 1920 si laurea in giurisprudenza; inizia a lavorare presso lo studio dell'avvocato Dini a Colle di Val d'Elsa, di dove era originaria la famiglia e dove aveva trascorso l'infanzia presso i parenti; nel tempo libero dal lavoro si dedica alla sua vera passione: la pittura.
Sono questi momenti, fuori da schemi prefissati, nei primi tentativi con la pittura e l'incisione, dove sente di più l'esigenza di dare un senso alla sua vita. Questo periodo molto tormentato del primo dopoguerra trova in Maccari terreno molto fertile per il suo carattere vivace, beffardo e polemico, che lo porta sia a partecipare agli scontri sociali nel paese, sia come personaggio non secondario alla marcia su Roma del 1922. Nel 1924 viene chiamato da Angiolo Bencini a curare la stampa della rivista Il Selvaggio, dichiaratamente fascista intransigente, rivoluzionario e antiborghese, dove gli vengono pubblicate le sue prime incisioni. Dopo alcuni anni di convivenza tra lavoro al giornale e lo studio legale, agli inizi del 1926 lascia la professione forense per assumere la direzione del Selvaggio che terrà fino al 1942.
Nel 1928 è l'autore del piccolo libro pubblicato da Vallecchi (Firenze), Il Trastullo di Strapaese (canzoncine e legni incisi) che raccoglieva canzoni fasciste (lo stesso libro verrà sequestrato più volte ad Antonio Gramsci durante la sua detenzione).
Per Maccari, come anche per Malaparte, lo squadrismo non deve smobilitarsi prima di aver annientato completamente il vecchio Stato borghese. Deve compiere una rivoluzione palingenetica e costruire un nuovo tipo d'italiano, completamente in antitesi con quello dell'Italia liberale. Ma quando Maccari si renderà conto che il terreno politico è ormai impercorribile per il fascismo intransigente, a causa dell'osteggiata normalizzazione portata avanti da Mussolini, Il Selvaggio cambierà rotta per puntare sul terreno culturale. Per inaugurare questo percorso scriverà l'articolo di fondo intitolato "Addio al passato", che descrive il nuovo indirizzo del Selvaggio, una rivista che deve dedicarsi all'arte, alla satira e alla risata politica, seguendo una tradizione paesana e beffarda all'apparenza ma in realtà sottilmente colta.

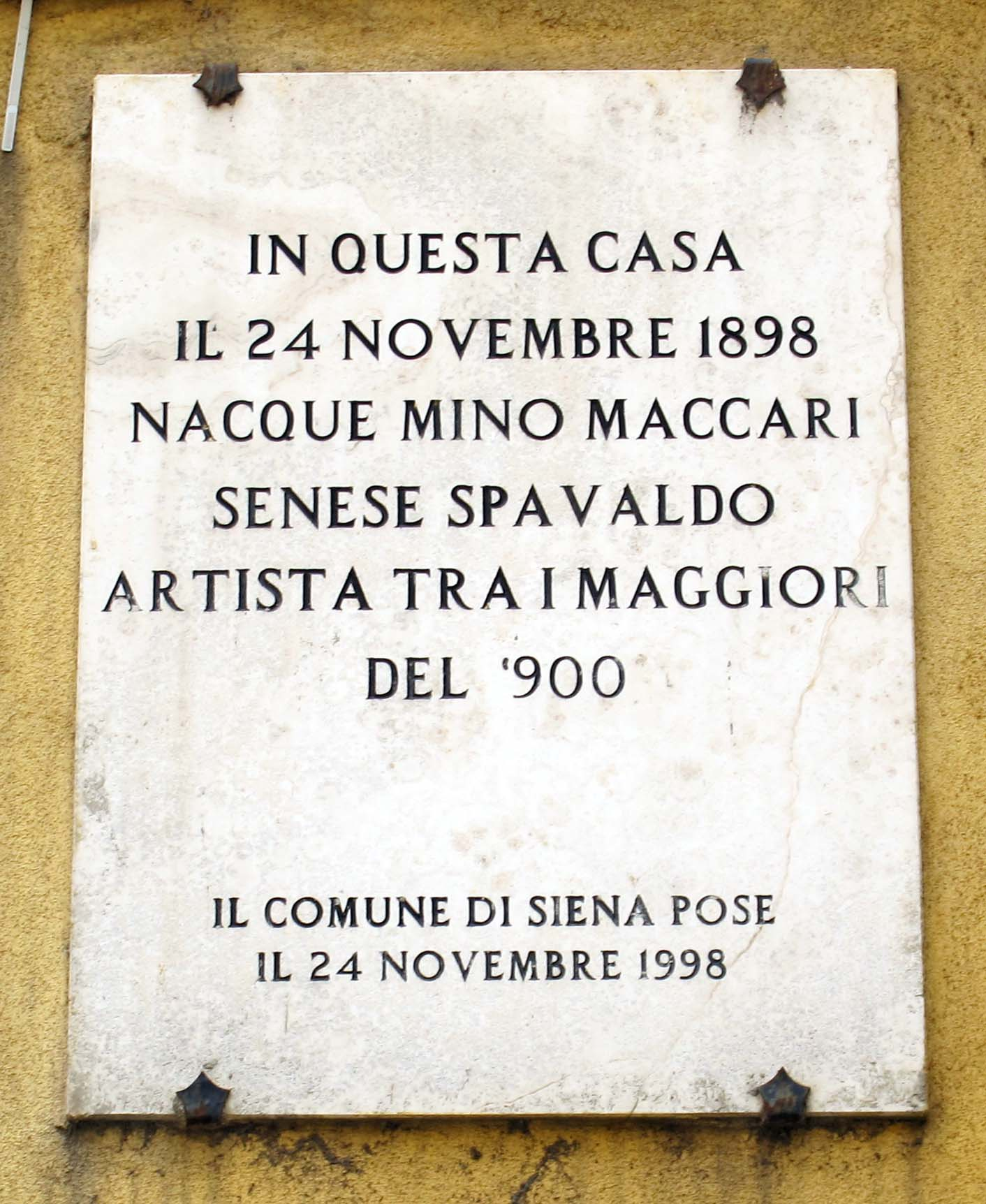
La lapide a Siena

Con il trasferimento della redazione del Selvaggio nel 1925 da Colle di Val d'Elsa a Firenze, Maccari collabora con Ardengo Soffici, Ottone Rosai e Achille Lega. Nel frattempo, negli anni che vanno dal 1927 al 1930, si fa conoscere al grande pubblico come pittore partecipando a varie mostre nazionali. Sempre nel 1930 Maccari lavora a Torino a La Stampa come caporedattore e ha come direttore lo scrittore Curzio Malaparte.
La sua presenza nel mondo culturale ed editoriale del regime fascista è molto intensa, scrive e collabora a diverse riviste: Quadrivio, L'Italia Letteraria, L'Italiano e Omnibus di Leo Longanesi; poi, durante la guerra, su il Primato di Bottai e, successivamente ancora, su Il Mondo di Pannunzio (dal primo numero, nel 1949), fino a Documento di Federigo Valli. Vasta anche la sua produzione grafica che va da l'Album di Vallecchi (1925), Il trastullo di Strapaese (1928) a  Linoleum (1931). Maccari illustra nel 1934 La vecchia del Bal Bullier di Antonio Baldini e nel 1942 pubblica la cartella Album, cui seguono Come quando fuori piove e Il superfluo illustrato.
Per la sua opera pittorica ricca di evidenti accentuazioni cromatiche e pennellate veloci, il disegno violento unito al tratto vivo del segno grafico delle sue incisioni, viene riconosciuto dalla critica artista completo. Nel secondo dopoguerra continua ancora ad acquisire riconoscimenti, merito di un prolifico lavoro creativo, e a presentare mostre personali. Nel 1962 gli viene anche affidata la presidenza dell'Accademia di San Luca a Roma e riesce ad ottenere una mostra personale alla Gallery 63 di New York. Sterminata è la sua produzione di disegni, acquarelli, tempere ecc., a volte in collaborazione con case editrici di prestigio; merita citare, solo come ottimo esempio, i 32 disegni in b/n e a colori con i quali illustrò Il gusto di vivere, volume che raccoglie scritti di Giancarlo Fusco, curato da Natalia Aspesi e pubblicato dalla Laterza nel 1985 (due di questi disegni Maccari li regalò a Enrico Mistretta, direttore editoriale della Laterza). Maccari, senese e grande contradaiolo della Torre, dipinse il drappellone per il Palio del 16 agosto 1970 vinto dalla Selva. Nel 1973 viene insignito del Premio Satira Politica di Forte dei Marmi, riconoscimento nato proprio in quell'anno.
Muore senza grandi clamori, in silenzio, novantenne, a Roma il 16 giugno 1989.
È sua la famosa frase spesso erroneamente attribuita all'amico Ennio Flaiano: «Il fascismo si divide in due parti: il fascismo propriamente detto e l'antifascismo». Sempre Flaiano in Diario Notturno riporta un'altra famosa frase dell'artista: «Ho poche idee, ma confuse».
Marcello Staglieno ha descritto Maccari con queste parole:
(Marcello Staglieno)
All'artista è intitolata l'Associazione Culturale Mino Maccari di Colle di Val d'Elsa la quale ha indetto fino al 2010 il Concorso Satira Mino Maccari, aperto a tutti gli studenti delle Scuole Medie Superiori.

## Contributi sull'opera
- Francesco Bolzoni, Mino Maccari. Un selvaggio nel paese dei bugiardi, Roma, RAI-ERI, 1993.
- Cinelli Barbara, Capresi Donatella (a cura di), Mino Maccari e l'avventura de «Il Selvaggio». Artisti da Colle a Roma (1924-1943). Catalogo della mostra, Maschietto Editore, 1998.
- Riccardo Donati (a cura di), Mino Maccari e l'illustrazione letteraria (1928-1989). Catalogo della mostra (Colle di Val d'Elsa, 12 giugno-25 luglio 2010), Cinisello Balsamo, Silvana Editoriale, 2010.
- Luca Puddu, Mino Maccari e Federico Fellini. Quando pittura e cinema si confrontano, La Riflessione, 2009.
- Andrea Tugnoli, Mino Maccari. Gli anni del «Selvaggio» Bologna, CLUEB, 1996.
- Francesco Maria Pistoia, Mino Maccari senese spavaldo, Arcidosso, Effigi, 2022.

## Epistolari
- Romano Bilenchi, Mino Maccari, Il gusto della fucileria. Lettere 1927-1982, Firenze, Cadmo, 2010.